# St. Maria unter der Kette
Die Kirche St. Maria unter der Kette (tschechisch Kostel Panny Marie pod řetězem) ist eine Prager Basilika und das älteste Gotteshaus der Kleinseite.

## Geschichte
Die Johanniterordenskirche bildete den Mittelpunkt der befestigten Ordenskommende der Johanniter. Das Kloster diente der Sicherung der Brückenanlagen und Furten an der strategisch wichtigen Stelle am Brückenkopf der ehemaligen Judithbrücke. Es wurde 1169 vom böhmischen König Vladislav II. als erste Johanniterkommende in Böhmen gegründet. Zahlreicher Besitz der Umgebung einschließlich des westlichen Teils der Insel Kampa vermachte der König dem Orden. Nach und nach entstanden mehr als 50 Bürgerhäuser, die eine Malteserjurisdiktion bildeten und denen somit eine eigene Gerichtsbarkeit zustand.

### Namensherkunft
Zur Herkunft des Namens der Kirche existieren verschiedene Vermutungen. Sie reichen von einer eine Halskette tragenden Marienstatue bis zum kettenführenden Turm der Judithbrücke. Wahrscheinlicher ist jedoch die Variante von einer Kette, die von der Kleinseite über die Moldau gespannt wurde, um von passierenden Schiffen Zoll abverlangen zu können.

### Architektur
Bis 1182 entstand eine dreischiffige Basilika. Von der romanischen Kirche, die größer als der gotische Neubau war, sind heute noch die Blendarkaden in der Wand erhalten, die der Kirchhof südlich begrenzt. Außerdem besitzt der Ansatz des südlichen Seitenschiffes noch die Kreuzgewölbe vom Querschiff des Vorgängerbaus. Etwa 1250 ersetzte ein frühgotisches Presbyterium den romanischen Ostabschluss. Um 1370 wurde die Kirche abgerissen, um einen prächtigen hochgotischen Neubau zu errichten, jedoch konnten nur die mächtige Doppelturmfassade und die westliche Vorhalle zum Teil fertiggestellt werden. 1420 erlitt das Gebäude während der Hussitenkriege schwere Zerstörungen. Erneute Verluste waren durch einen Großbrand im Jahr 1503 zu beklagen. Ihre Bekrönung erhielt die Vorhalle aus den 1380er Jahren erst im Jahr 1836. Auch die Türme erreichten nicht die geplante Höhe oder wurden 1519 abgetragen. Zu Beginn des 15. Jahrhunderts wurden die Bauarbeiten endgültig eingestellt. An der Wende vom 16. zum 17. Jahrhundert wurde von Matouš Dipolt Popel z Lobkovic der ehemalige frühgotische Chor zur heutigen Kirche umgebaut, die ihr endgültiges barockes inneres Aussehen durch Carlo Lurago in den Jahren 1640–1680 erhielt.

## Interieur

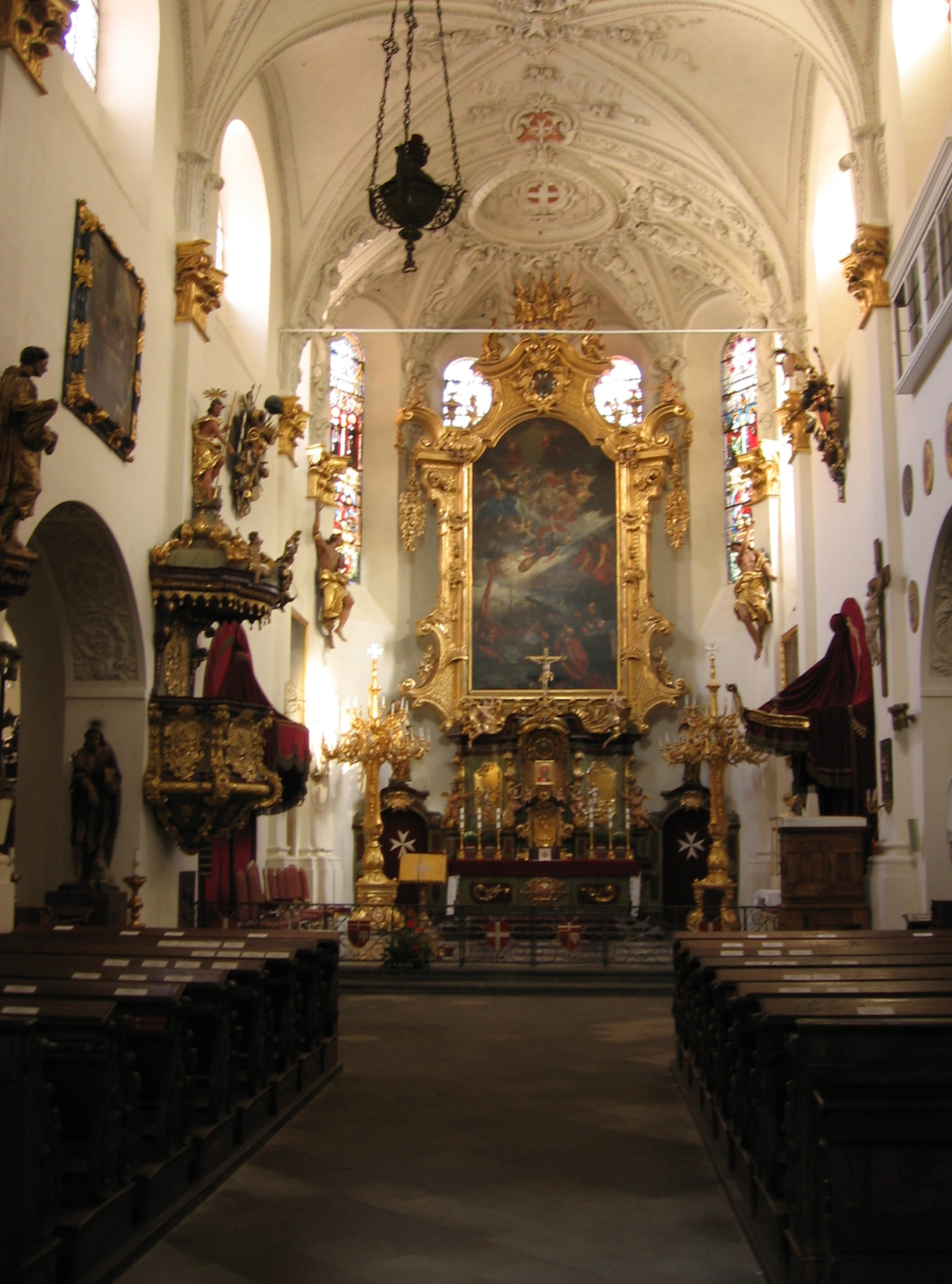
Barocker Hochaltar und Kanzel

Die Holzschnitzereien des Hauptaltars stellen Fragmente aus dem Leben des Apostels Paul dar. Sie stammen aus der Zeit vor 1740. Jakob Bendl schuf wahrscheinlich um 1650 die Kanzel sowie die Statuen der Ordensheiligen Gerhard und Ubladeska auf den Konsolen des Hauptschiffs. Eine spätgotische hölzerne Madonnenstatue befindet sich im Giebel des Kirchengebäudes. 
Der böhmische Maler Karel Škréta schuf die Gemälde am Hochaltar Die Himmelfahrt der Mariae, Die Enthauptung der heiligen Barbara sowie Der Sieg bei Lepanto, das in den 1760er Jahren entstand. 1857 wurde ein Marmorstandbild des Großpriors Rudolf von Colloredo, der während des Überfalls der Schweden am 26. Juli 1648 auf die Prager Alt- und Neustadt die wirkungsvolle Verteidigung übernahm, aufgestellt. Er machte sich außerdem bei dem Umbau der Kirche und des Klosters verdient. Rudolf von Colloredo wurde vor dem Hochaltar beigesetzt. Eine Statue aus der Mitte des 19. Jahrhunderts stammt von Emanuel Max.
Von 1965 bis 1985 wurde die Kirche umfassend saniert.